# Déclaration d'indépendance du Chili
 (septembre 2022).
Si vous disposez d'ouvrages ou d'articles de référence ou si vous connaissez des sites web de qualité traitant du thème abordé ici, merci de compléter l'article en donnant les références utiles à sa vérifiabilité et en les liant à la section « Notes et références ».
Lire en ligne

Texte original espagnol sur Wikisource

La déclaration d'indépendance du Chili est le document par lequel le Chili proclame en 1818 son indépendance vis-à-vis de la monarchie espagnole. Datée du 1er janvier 1818 et localisée dans la ville de Concepción, elle est approuvée et signée par le commandeur suprême Bernardo O'Higgins à Talca le 2 février suivant. La cérémonie officielle de proclamation de l'indépendance du Chili a lieu à Santiago le 12 février, date du premier anniversaire de la bataille de Chacabuco.
L'exemplaire original de la déclaration, qui comportait quelques phrases manuscrites ajoutées par O'Higgins, aurait été endommagé au Palais de l'Indépendance de Santiago (es). En 1832, sous le gouvernement du président Joaquín Prieto, une copie fidèle est envoyée au Pérou pour être signée par O'Higgins, en exil depuis 1823, puis par ses ministres d'État d'alors — Miguel Zañartu (es), Hipólito Villegas (es) et José Ignacio Zenteno —, qui vivent toujours au Chili. Cette copie, conservée au palais de la Moneda, est perdue lors du coup d'État chilien de 1973, victime d'un incendie ou, selon la version la plus couramment évoquée, détruite par un soldat.

## Antécédents

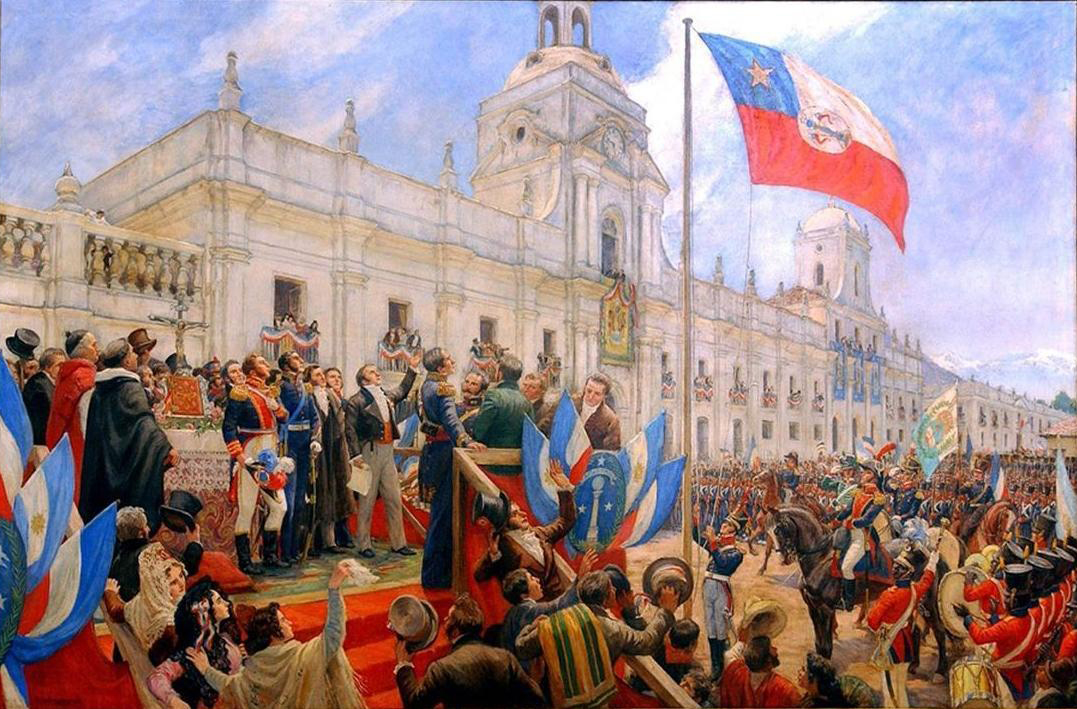
Proclamation de l'indépendance du Chili le 12 février 1818.

Depuis 1817, le processus d'émancipation nationale chilien était entré dans une phase définitive et ne dissimulait plus son but : l'indépendance du pays. Ainsi, divers événements politiques et militaires ayant eu lieu à partir du 18 septembre 1810 peuvent être considérés comme des manifestations de cette volonté, sans pour autant qu'il y ait de déclaration officielle et solennelle d'indépendance.
L'un des premiers textes officiels que l'on peut considérer comme indépendantistes, est le Règlement Constitutionnel Provisoire de 1812, promulgué par José Miguel Carrera le 27 octobre 1812, qui exprimait dans son article 5 « Nul décret, providence ou ordre, qui émane de quelque autorité ou tribunal extérieur au territoire du Chili, n'aura d'effet quelconque ; et ceux qui essayerait de leur donner valeur, seront considérés comme ennemis de l'État », même si le Règlement reconnaissait toujours le roi Ferdinand VII d'Espagne dans son article 3.
À l'initiative de Patrie Nouvelle, le Chili se dotait d'un gouvernement et d'autorités propres, contrôlant une grande partie du territoire, possédant un drapeau et un insigne national, avec sa propre monnaie : tous les symboles d'un État indépendant. Pour cela, il ne manquait plus qu'une déclaration claire, comme l'avaient fait les États-Unis d'Amérique en 1776, le Venezuela en 1811, les Territoires Unis de la Nouvelle-Grenade (cf Colombie) en 1813, les Provinces-Unies du Río de la Plata en 1816.
Le chef suprême Bernard O'Higgins, ayant en tête les problèmes vécus pendant la « Vieille Patrie » et convaincu que la réunion d'une assemblée ou d'un congrès pour accorder et déclarer l'indépendance serait difficile et problématique à ce moment, se résolut à ne pas la convoquer, se libérant ainsi de combats avec les « royalistes » (défenseurs de la Monarchie Espagnole). C'est pour cela qu'il décida d'un autre mécanisme : le plébiscite.

## Consultation
Le 13 novembre 1817, la Junte Suprême qui exerçait le pouvoir à Santiago, en l'absence de Bernard O'Higgins, qui se trouvait dans le Sud du pays à la direction d'opérations militaires, délivra un décret ordonnant que, dans les quatre quartiers de la ville, soient ouverts des registres pendant 15 jours, sur lesquels les citoyens pourraient signer leur accord avec la déclaration d'indépendance ou leur désaccord sur d'autres. Dans les autres villes et villages, la même procédure devait être appliquée.

« Si les relations de cet État sont coupées avec l'antique métropole, si les ignominieuses chaînes qui nous assujettissent sont coupées, et si, pour le dire en une fois, est déclarée de fait par le vote général l'indépendance politique de cet État, il paraît infondé de différer cette déclaration solennelle, sans laquelle nos sacrifices n'auront pas le caractère d'efforts accomplis par des hommes libres, et dans ce cas seront confondus avec les prétentions avec lesquelles veulent s'affirmer les esclaves pour arracher des avantages à leurs maîtres. Sans cette déclaration, nous n'occuperons pas le rang dû aux nations, nous n'obtiendrons pas d'elles la protection que mérite notre cause." Préambule du décret du 13 novembre 1817. »

Le décret de convocation était contenu sur une bande imprimée qui fut envoyé aux autorités du gouvernement intérieur et avait les signatures des membres de la junte: Luis de la Cruz, Francisco Antonio Pérez et José Manuel Astorga ainsi que celle du Ministre du gouvernement Miguel Zañartu. Le 15 novembre, ce dernier signa une circulaire, envoyé aux mêmes destinataires, indiquant que le décret devrait être publié avec la plus grande célérité.
Le résultat de la consultation fut favorable aux désirs de O'Higgins. Le nouvel ordre des choses était appuyé par la majorité des chiliens et de ceux qui ne l'acceptaient pas craignaient d'être persécutés sur leur personne et biens s'ils votaient négativement. Ainsi, à Santiago et dans les localités environnantes, les registres de pour la déclaration d'indépendance se remplirent de signatures tandis que ceux contre restaient obstinément vides. Cependant, dans la province de Concepción, le plébiscite ne put être fini et seule une petite partie des votes fut recueilli, comme l'atteste O'Higgins, le 23 décembre 1817, de son campement en face de Talcahuano : « [...] les souscriptions ont commencé à être remises en partie [...] mais les idées ultérieurs dans la Province et la dernière mesure adoptée étant de faire émigrer d'elle tous ses habitants ne permit pas cette opération. »
Pendant le mois de décembre, en vérifiant les résultats, le gouvernement prit l'initiative de préparer une déclaration solennelle d'indépendance. Ce fait coïncidait avec la nouvelle d'une nouvelle expédition de « royalistes » (partisans de la Monarchie espagnole), sous la direction de l'Espagnol Mariano Osorio et destinée à reconquérir le territoire chilien.

## Rédaction et signature
Après le plébiscite, il fut prévu d'effectuer, comme dans d'autres pays, la déclaration d'indépendance comme un acte dans lequel s'exprimerait de manière claire et concise la volonté du peuple chilien et en même temps de publier un manifeste officiel dans lequel seraient explicités les fondamentaux et raisons de cette volonté. La première partie serait écrite par Miguel Zañartu et la deuxième par Bernardo Vera y Pintado.
Bernard O'Higgins assiégea, à la fin de l'année 1817, les forces espagnoles à Talcahuano. Quand la situation militaire interne obligea O'Higgins à lever le siège, et qu'il se trouvait à « Morrillos de Perales », un lieu choisi par les patriotes et duquel ils dominaient un des accès de Talcahuano, O'Higgins rédigea le 1er janvier 1818, sur un tambour selon la tradition, une lettre au colonel espagnol José Ordóñez, ex-Intendente de Concepción qui contrôlait à ce moment le port de la ville. Cette lettre lui notifiait l'indépendance du Chili, « pays libre et souverain, et non une Province insurgée ». Ce fut le premier acte d'indépendance du Chili considéré comme tel.
Alejandro Mihovilovich soutient que la volonté de O'Higgins était de mettre devant le fait accompli les « royalistes ». Pour Carlos Oliver Schneider, dans son Livre d'or de Concepción, cette action était destinée à l'expédition de Mariano Osorio, qui à ce moment-là marchait vers Concepción, et voulait signifier le changement de situation depuis 1814 : les Espagnols entraient sur le sol d'un État souverain et indépendant. Cependant, Oliver reconnaît qu'il n'y a pas de document confirmant cette interprétation. D'autre part, le Testament politique d'O'Higgins, document rédigé à Lima en octobre 1842, rappelle cet événement : « La construction de quais flottants, de chemins de bois et de chemins de fer et la création d'une ville à l'emplacement de mon campement près de Talcahuano, où j'ai signé la déclaration d'indépendance et qui devait s'appeler la cité de l'indépendance en mémoire de cet acte. »
Ce même jour de 1er janvier 1818, sur la place des armes de Concepción, devant l'armée, O'Higgins aura déclaré et juré solennellement l'indépendance du Chili. Pour cette raison, cette place s'appelle depuis la place de l'indépendance. Les documents en témoignant sont insuffisants et la majorité des événements entourant cette déclaration provient des récits oraux locaux. La place de l'indépendance rappelle le fait, et sur le sol est indiqué que la déclaration fut proclamée là. Mais de l'existence d'un Acte d'indépendance, il n'y a pas de preuves et le texte aussi est inconnu. De toutes façons, dans le document signé par O'Higgins à Lima le 17 octobre 1842, peu de temps avant sa chute, il est écrit que « le premier janvier 1818, en tant qu'organe de la volonté nationale, j'ai déclaré solennellement l'indépendance du Chili dans la ville de Concepción. »
Oliver indique que l'acte réalisé à Morrillo de Perales fut réalisé avec une cérémonie solennellement sur la place de Concepción "devant les troupes formées en carrés « en face de la caserne des dragons de la Frontière et qui était occupé par le Bataillon No 3 de l'Infanterie d'Arauco. » En même temps, Luis Valencia Avaria ajoute qu'à cette occasion fut dite une messe, officiée par le presbytérien José Ignacio Cienfuegos, et en face du quartier sur la place furent placées une table et une chaise pour le colonel Patiño, patron de la propriété située maintenant dans la rue O'Higgins 935 de Concepción. Dans cet immeuble fut célébré un banquet en hommage aux chefs de l'armée de patriotes, où il fut servi quatre cochons de lait, qui symboliseraient aux quatre principaux chefs de l'armée réaliste.
Le 17 janvier 1818, Luis de la Cruz devient Chef suprême et envoie une missive à O'Higgins, qui restait à Talca à la tête de l'armée chilienne. Dans celle-ci, il insistait sur les motifs de la déclaration d'indépendance, énumérant les offenses de la Métropole espagnole que dut subir le Chili, l'obligeant à entrer en rébellion ouverte.
Ce texte ne fut pas du goût d'O'Higgins, qui n'approuvait ni la forme, ni les déclarations contenues dans celle-ci. Dans sa réponse, écrite à Talca le 22 janvier 1818, avec l'ardeur provoquée par la situation militaire du moment, O'higgins écrivit que « je suis conscient que mes connaissances ne sont pas suffisantes pour donner au brouillon la réponse nécessaire, et semble-t-il pas assez pour la censurer ; mais, en parlant avec franchise, je crois que le sentiment commun est suffisant pour savoir que l'on peut arriver à d'autres niveaux de perfection ». De plus, il signale, qu'« une juste crainte de la censure universelle, le respect dû à la sagesse des nations et la politique raffinée des cabinets, m'a empêché d'y souscrire. » Pour cela, une commission formée de Manuel de Salas, Juan Egaña, Miguel Zañartu et Bernardo de Vera y Pintado fut formée pour rédiger un nouveau texte.
La demande fut respectée du mieux possible. Le 28 janvier, Luis de la Cruz envoya l'Acte à O'Higgins, qui était toujours à Talca ; mais à cause de l'urgence de la proclamation de l'Acte, il fut ordonné en même temps son impression à Santiago selon la volonté du Chef suprême. O'Higgins approuva cette fois-ci l'Acte le 2 février et l'introduisit avec quatre amendements manuscrits qu'il voulait ajouter à l'impression, mais celle-ci était déjà faite. Le document de proclamation ne fut donc pas signé à cause de cela et a été gardé ainsi dans les archives.
Cependant, l'auteur intellectuel exact de l'Acte d'indépendance est un thème de discussion. Miguel Zañartu et Bernardo de Monteagudo, qui étaient récemment arrivés d'Europe et qui étaient au service du gouvernement chilien, sont les possibles auteurs. Le deuxième l'a affirmé dans une lettre et le premier, auteur selon la tradition orale, manque de documentation pertinente prouvant qu'il en est l'auteur.
La proclamation de l'indépendance ne fut pas signée sur le moment, mais bien quelques années plus tard. En 1832, le président José Joaquín Prieto, pensant qu'un document aussi important devait être conservé dans le palais du gouvernement, il ordonna qu'il serait  reconstitué sous la direction de Miguel Zañartu. Le document ainsi reconstitué fut signé par Zañartu, Hipólito Villegas et José Ignacio Zenteno, en tant que ministre d'État avec les portefeuilles de ministre du gouvernement, des finances et de l'armée; le document fut envoyé au Pérou pour que Bernardo O'Higgins le signe.
Ce dernier document est conservé au palais de la Moneda jusqu'au coup d'État de 1973. Après ledit événement, selon la version la plus probable, il fut détruit par un membre de l'armée. Selon cette version, quand le salon d'études du palais commença à brûler, l'acte fut sauvé des flammes et remis à Salvador Allende qui le garda. Ensuite, il fut gardé par Miria Contreras, connu sous le surnom de la "Payita", secrétaire privée d'Allende. Quand la "Payita", avec d'autres personnes survivantes au bombardement de la Moneda, abandonna l'édifice pour Morandé 80, ils furent détenus par des soldats. Quand l'un d'eux lui demanda d'enlever son gilet, lui prenant un « vieux papier » et le déchirer sans écouter les avertissements de la "Payita" : elle lui avait pourtant signalé qu'il s'agissait de l'Acte d'Indépendance du Chili.

## La déclaration d'indépendance
La cérémonie solennelle de proclamation d'indépendance du Chili fut décidé pour le jour du premier anniversaire de la bataille de Chacabuco : le 12 février 1818.
Le 9 février, Luis de la Cruz publia par arrêté le programme des cérémonies et fêtes publiques pour ce jour à Santiago. Les événements commenceraient le 11 février dans l'après-midi, avec le tir de salves de canon depuis la colline Santa Lucia. À 9 heures du matin du 12 février les autorités et le peuple convergèrent vers le palais du Gouvernement de Santiago, où fut monté une scène, en face de la place des armes.
La cérémonie commença avec José Gregorio Argomedo, avocat général de la Chambre d'appel, qui prononça un discours au nom du gouvernement. Ensuite, le ministre Miguel Zañartu lut l'Acte d'indépendance. À la fin de sa lecture, le Chef suprême, Luis de la Cruz, joignit ses mains sur une Bible et fit le serment suivant : "Je jure devant Dieu et je promets à la patrie la garantie de mon honneur, ma vie et ma fortune pour soutenir la présente déclaration d'indépendance absolue de l'État chilien de Ferdinand VII, ses successeurs et de quelconque autre nation étrangère."
Après cela, le même délégué Chef suprême, sollicita le serment à José Ignacio Cienfuegos, comme administrateur de l'évêché de Santiago, qui à la formule précédente "et ainsi je prête serment parce que je crois en ma conscience que ceci est la volonté de l'Éternel"; le colonel Cruz reçut après cela le serment de José de San Martín, en tant que général en chef de l'armée du Chili. Cela fait, le ministre Zañartu fit prêter serment simultanément aux fonctionnaires et membres des autorités. Finalement, le gouverneur de la province de Santiago Francisco de Borja Fontecilla fit prêter serment au peuple.
Le 13 février, un Te Deum fut chanté à la cathédrale de Santiago et le jour suivant, une messe fut célébrée. À la fin de celle-ci, Tomás Guido fit un discours félicitant le peuple chilien, au nom du gouvernement de Buenos Aires. Les fêtes publiques à Santiago, pour la proclamation et la cérémonie d'indépendance, continuèrent jusqu'au 16. L'Acte d'indépendance imprimé fut distribué parmi la population, le "manifeste d'indépendance" de Bernardo Vera fut également distribué quoiqu'à moindre échelle.
Dans la ville de Talca, le même jour de 12 février, Bernardo O'Higgins présida la cérémonie d'indépendance de l'armée du Sud, cérémonie célébrée avec des salves, une messe, un Te Deum et des festivités publiques. Pendant ces mêmes jours, la proclamation et déclaration d'indépendance du Chili se déroula dans le reste des villes et villages du pays, avec tout ce qui était possible dans chacune d'entre elles de spectacles. À La Serena, l'indépendance fut proclamée le 27 février, les festivités s'étendant jusqu'au 1er mars et à Copiapó, la cérémonie eut lieu entre le 27 et 28 mars.
Le 15 juin 1820 la cérémonie eut lieu à Valdivia, après que Thomas Cochrane réussit à prendre cette ville, qui était sous le contrôle des « royalistes. » Par la suite, le 22 janvier 1826, l'indépendance fut célébrée solennellement à Ancud, après la signature du traité de Tantauco qui permit l'annexion de l'archipel de Chiloé (voir Île de Chiloé) par le Chili.